# 瑪陵尖
瑪陵尖，又名東勢下股山，位於基隆市七堵區中部偏東，約為七堵火車站西北方2.5公里處，海拔230公尺，山頂有二等三角點基石兩顆，為台灣小百岳之一。瑪陵尖峰頂視野佳，可遠眺汐止地區、北二高瑪陵坑溪橋、基隆市區及臨近之石獅山、石象山、中埔山、港口山諸山。
攀登瑪陵尖的主要路徑有二：
- 自東側自強路入山：由七堵國小沿崇智街往北，越基隆河經大華一路後，即為自強路。續行約600公尺為玄牟堂叉路口，左轉沿路標登山。
- 自南側火炭坑入山：由七堵國小沿明德一路、俊賢路、俊德街、大華二路往北，至火炭坑站右轉產業道路上山。